# اینگا لاندگری
اینگا لاندگری (انگلیسی: Inga Landgré؛ زادهٔ ۶ اوت ۱۹۲۷) هنرپیشه اهل سوئد است.
از فیلم‌ها یا برنامه‌های تلویزیونی که وی در آن نقش داشته‌است می‌توان به مهر هفتم، آستانه زندگی، رؤیاها، در حضور یک دلقک، بحران، و اوا اشاره کرد.